# Кенеди (Алабама)
Кенеди (енгл. Kennedy) град је у америчкој савезној држави Алабама. По попису становништва из 2010. у њему је живело 447 становника.

## Демографија
Према попису становништва из 2010. у граду је живело 447 становника, што је 94 (17,4%) становника мање него 2000. године.
| Група             | 2000.       | 2010.       |
| Белци             | 462 (85,4%) | 370 (82,8%) |
| Афроамериканци    | 74 (13,7%)  | 64 (14,3%)  |
| Азијати           | 0 (0,0%)    | 1 (0,2%)    |
| Хиспаноамериканци | 1 (0,2%)    | 4 (0,9%)    |
| Укупно            | 541         | 447         |